# Hoàng Lễ Cách
Hoàng Lễ Cách (tiếng Trung Phồn Thể: 黄禮格, Giản thể: 黄礼格, tiếng Anh: Hooleeger; sinh ngày 19 tháng 10 năm 1993) là nam diễn viên Trung Quốc, tốt nghiệp Đại học Sư phạm thủ đô Học viện khoa Đức. Năm 2014, Hoàng Lễ Cách và Khổng Thùy Nam tiến hành quay bộ phim điện ảnh, phim truyền hình "Tựa Như Tình Yêu - 类似爱情", trong vai Mạch Đinh. Cùng năm tham gia quay MV cho bài hát chủ đề của bộ phim "Vô ngôn - 无言". Năm 2015, Hoàng Lễ Cách và Khổng Thùy Nam tiến hành quay bộ phim điện ảnh "Tựa Như Tình Yêu 2-Chỉ có tôi biết - 类似爱情2只有我知", đóng vai chính Mạch Đinh. Tháng 8, Hoàng Lễ Cách tham gia phim điện ảnh "Bí kíp tán gái - 泡妞秘籍", đóng vai Hoàng Nhất Phàm. Ngày 14 tháng 01 năm 2016, phát hành ca khúc đầu tay mang phong cách Hip-Hop "You Get Me". Ngày 30 tháng 1 phát hành MV của "You Get Me". Ngày 25 tháng 06 năm 2016, chính thức phát hành EP <Saxisa>. Ngày 08 tháng 04 năm 2017, nhận được giải "Nam ca sĩ đột phá của năm" tại Lễ trao giải V-chart thường niên lần thứ 5.

## Hoạt động nghệ thuật

### 2013
Ngày 17 tháng 04 năm 2013, Hoàng Lễ Cách và 9 bạn học đại diện trường Đại học sư phạm thủ đô học viện khoa Đức tham dự chuyên mục "Các Đội Mạnh Nhất - 最强阵容" của kênh thanh niên đài truyền hình Bắc Kinh. 

### 2014
Hoàng Lễ Cách và Khổng Thùy Nam hợp tác tiến hành quay bộ phim "Tựa Như Tình Yêu - 类似爱情" trong vai chính Mạch Đinh, đồng thời tham gia quay MV ca khúc chủ đề chính của phim "Vô ngôn - 无言". Bộ phim truyền hình cùng tên "Tựa Như Tình Yêu - 类似爱情" được phát sóng online trên Youku ngày 05 tháng 12. 
Ngày 10 tháng 08, Hoàng Lễ Cách tham gia ghi hình chương trình "Khoảng cách tĩnh lặng - 非常静距离" của An Huy TV và cùng Phan Vỹ Bá nhảy trên sân khấu. 
Ngày 28 tháng 11, Hoàng Lễ Cách tham gia buổi thuyết giảng TEDxTED (Mỹ) của Đại học quốc tế Thượng Hải với chủ đề "Cuồng tín".
Ngày 29 tháng 11, Hoàng Lễ Cách tham gia phỏng vấn "Tiếp đãi đại sứ" của Blued cùng với khách mời của mạng Danlam là Ôn Lam.
Ngày 24 tháng 12, Hoàng Lễ Cách đóng vai chính trong tập đặc biệt của "Tựa Như Tình Yêu": "Anh ấy ở ngay bên bạn - 他在你身边" phát hành trên mạng.

### 2015
Ngày 16 tháng 5, Hoàng Lễ Cách, Khổng Thùy Nam và Trần Bằng tham gia hoạt động casting diễn viên cho "Tựa Như Tình Yêu 2-Chỉ có tôi biết - 类似爱情2只有我知"
Tháng 8, Hoàng Lễ Cách, Khổng Thùy Nam và Đổng Ngọc Phong tham gia quay phim điện ảnh "Bí tịch tán gái - 泡妞秘籍"
Ngày 25 tháng 9, Hoàng Lễ Cách và Khổng Thùy Nam diễn vai chính trong phim điện ảnh "Tựa Như Tình Yêu 2-Chỉ có tôi biết". Phim được chiếu ở mục phim điện ảnh VIP của iQiyi. Trong bộ phim này, vai diễn của Hoàng Lễ Cách là cậu sinh viên Mạch Đinh hoạt bát, thích pha trò nhưng có chút tự ti. Cùng ngày tham gia buổi lễ công chiếu "Tựa như tình yêu 2". Cùng lúc đó, tham gia quay MV "Vô ngôn" - ca khúc tuyên truyền cho bộ phim.

### 2016
Ngày 14 tháng 01, Hoàng Lễ Cách phát hành single đầu tay <You Get Me>, đạt hạng 2 BXH bài hát mới châu Á trong tháng 1, đạt hạng 4 V-chart của YinYueTai tháng 3.
Ngày 28 tháng 01, chính thức phát hành MV <You Get Me>.
Ngày 30 tháng 01, tổ chức Fanmeeting quảng bá <You Get Me> tại Thượng Hải, đồng thời tuyên bố rời công ty Bằng Trình.
Ngày 27 tháng 02, tổ chức Fanmeeting quảng bá <You Get Me> ở Băng Cốc, Thái Lan.
Tháng 03, tham gia chương trình thực tế "Chuyến đi bất ngờ" của Tecent Video ở Thái.
Ngày 10 tháng 04, là khách mời tham dự Lễ trao giải V-chart thường niên lần thứ 4.
Tháng 05, tham gia ghi hình chương trình "Hương vị ấm áp" ở Bắc Kinh.
Ngày 10 tháng 06, tham gia chương trình "Electric Run" với vai trò khách mời ở Trịnh Châu.
Ngày 14 tháng 06, cùng nghệ sĩ người Thái Tou Sedthawut Anusit tham gia hoạt động điện ảnh chủ đề trà chiều.
Ngày 25 tháng 06, chính thức phát hành EP <Saxisa> với 2 phiên bản: Hip-Hop và Trung Quốc trên YinYueTai.
Ngày 18 tháng 07, chính thức phát hành ca khúc chủ đạo <Saxisa>.
Ngày 03 tháng 08, fansign <Saxisa> ở Thượng Hải.
Ngày 06 tháng 08, concert đầu tiên của Hoàng Lễ Cách, tổ chức ở Ninh Ba.
Ngày 30 tháng 10, tổ chức party sinh nhật tuổi 23 ở Thượng Hải.
Ngày 17 tháng 12, tham gia "Royal River", cuộc thi Parkour cho thanh niên ở Bắc Kinh.
Ngày 24 tháng 12, concert Giáng sinh biểu diễn miễn phí, tổ chức tại Bắc Kinh.

### 2017
Ngày 08 tháng 04, tham dự Lễ trao giải V-chart thường niên lần thứ 5, nhận được giải "Nam ca sĩ đột phá của năm".
Ngày 10 tháng 05, phát hành single <Envy>.
Ngày 13 tháng 05, tham gia ghi hình show truyền hình "Đầu bếp nam quyến rũ".
Ngày 14 tháng 05, cùng 2 nam diễn viên Thái Ohm và Boom, tham gia Fanmeeting "Đại tác chiến thiếu nữ vượt thứ nguyên".
Ngày 25 tháng 05, tham gia "OK! Changba" , mừng sinh nhật Changba lần thứ 5.
Ngày 14 tháng 06, phát hành single <Honeymoon>.
Ngày 24 tháng 06, phát hành single <Fake Phế>.

## Phim
| Năm  | Tên                                  | Vai trò          | Đạo diễn     | Hợp tác        |
| ---- | ------------------------------------ | ---------------- | ------------ | -------------- |
| 2014 | Tựa như tình yêu                     | Mạch Đinh        | Trần Bằng    | Khổng Thùy Nam |
| 2015 | Tựa như tình yêu 2 - Chỉ có tôi biết | Mạch Đinh        | Trần Bằng    | Khổng Thùy Nam |
| 2015 | Bí kíp tán gái                       | Hoàng Nhất Phong | Từ Tĩnh Phàm | Khổng Thùy Nam |

## Âm nhạc

### Đĩa đơn/ EPs
| Tên tác phẩm           | Ngày phát hành | Thể loại                      |
| ---------------------- | -------------- | ----------------------------- |
| You Get Me             | 14-01-2016     | Hip Hop                       |
| EP Saxisa              | 25-06-2016     | Ver Hip Hop và Ver Trung Quốc |
| Ca khúc chủ đạo Saxisa | 19-07-2016     | Hip Hop                       |
| Lure                   | 16-11-2016     | Hip Hop                       |
| I'm into you           | 24-12-2016     | Hip Hop                       |
| Envy                   | 10-05-2017     |                               |
| Honeymoon              | 14-06-2017     | Hip Hop                       |
| Fake phế               | 24-06-2017     | Rap                           |

Giới thiệu vắn tắt album: ca khúc đầu tay mang phong cách hip hop của Hoàng Lễ Cách  «You Get Me »  đã được phát hành. Lễ Cách tham gia toàn bộ quá trình từ ca từ đến nhạc, chế tác và biểu diễn. "Có lẽ chúng ta không thể giữ được vẻ ngoài thanh xuân của mình, nhưng ít ra chúng ta vẫn có thể kiên trì một lòng hướng về phía trước''. Hoàng Lễ Cách dùng thanh âm của mình biểu đạt thái độ chấp nhất liều lĩnh với niềm vui của mình, mỗi một câu từ trong bài hát đều nói lên những chuyện cũ trước đây, chấp niệm của bé trai cũng như chính mình, sẽ không bao giờ thua cuộc. Khẽ nhắm hai mắt, mở đôi tai, dùng trái tim để cảm nhận một thế giới mới mà Hoàng Lễ Cách đem lại.

## MV tham gia
| Thời gian  | Bài hát    | Ghi chú                           | Hợp tác                                                                               | Trình bày                                                                             | Giám đốc   |
| ---------- | ---------- | --------------------------------- | ------------------------------------------------------------------------------------- | ------------------------------------------------------------------------------------- | ---------- |
| 21-07-2014 | Vô ngôn    | Bài hát chủ đề "Tựa như tình yêu" | Khổng Thùy Nam                                                                        | Lâm Nhất Kiệt, Trình Khải Hạo                                                         | Trần Bằng  |
| 21-07-2014 | Vô ngôn    | Bài hát chủ đề "Chỉ có tôi biết"  | Khổng Thùy Nam, Đổng Ngọc Phong, Mã Nghiêu, Liêu Mỹ Lộ, Lâm Nhất Kiệt, Trình Khải Hạo | Khổng Thùy Nam, Đổng Ngọc Phong, Mã Nghiêu, Liêu Mỹ Lộ, Lâm Nhất Kiệt, Trình Khải Hạo | Trần Bằng  |
| 28-01-2016 | You Get Me |                                   | Zaha Club                                                                             | Hoàng Lễ Cách                                                                         | JuneChin9  |
| 05-09-2016 | SAXISA     | Địa điểm Los Angeles              |                                                                                       | Hoàng Lễ Cách                                                                         | Jay Ahn    |
| 13-09-2016 | Chỉ cần 88 | Quảng cáo                         |                                                                                       | Hoàng Lễ Cách                                                                         | Diêm Khoát |
| 17-10-2016 | Noãn thích |                                   |                                                                                       | Hoàng Lễ Cách                                                                         |            |

## Show tham gia
| Thời gian     | Tên tiết mục               |
| ------------- | -------------------------- |
| 12-03-2013    | Các đội mạnh nhất          |
| 10-08-2014    | Khoảng cách tĩnh lặng      |
| 15-10-2015    | Phòng làm việc Blued       |
| 25-10-2015    | Kaola Đại Ca Tú            |
| 10-03-2016    | Chuyến đi bất ngờ          |
| 17-03-2016    | Phỏng vấn Ngẫu Phốc        |
| 26-04-2016    | Hương vị ấm áp             |
| 10-06-2016    | Concert Zebra ở Trịnh Châu |
| 05-07-2016    | Khách mời YinYueTai        |
| 25-08-2016    | Khách mời YinYueTai        |
| 02/03-09-2016 | 1,3 tỉ DB                  |
| 09-09-2016    | Tinh cầu Ali               |
| 13-05-2017    | Đầu bếp nam quyến rũ       |

## Hoạt động xã hội
Ngày 25 tháng 8 năm 2014, Khổng Thùy Nam và Hoàng Lễ Cách cùng nhận thách thức "Ice Bucket Challenge" của đạo diễn Trần Bằng, tham dự hoạt động công ích Ái Tâm, kêu gọi mọi người quan tâm cùng tham gia.
Ngày 31 tháng 5 năm 2015, Hoàng Lễ Cách và đoàn công ích Thôi Xán cô nhi viện Hy Vọng ở Bắc Kinh, hóa thân thành "bảo mẫu" sưởi ấm cho các em nhỏ.
Ngày 24 tháng 04 năm 2016, Hoàng Lễ Cách tham gia NBA Allen Iverson, cùng huấn luyện viên Iverson đấu giải giao lưu từ thiện.
Ngày 25 tháng 11 năm 2016, tham gia buổi họp báo "Gia tăng bữa ăn dinh dưỡng vì trẻ em ốm yếu", cùng trẻ em tại hiện trường tương tác.
Ngày 26 tháng 05 năm 2017, quay video kêu gọi vì trẻ em nghèo miền núi.

## Ghi chép giải thưởng

### Vũ đạo
2012: Liên hoan nghệ thuật thanh niên Bắc Kinh tiết mục nhảy nhóm: huy chương đồng
Tham khảo nguồn: http://www.cntv.cn/byaf/2012/

### Âm nhạc
02-10-2016: BXH âm nhạc toàn cầu Trung Quốc, ca khúc <SAXISA>
16-11-2016: BXH châu Á AiBB tuần 13, ca khúc <SAXISA>

### Cá nhân
08-04-17: Lễ trao giải V-chart thường niên lần thứ 5, giải "Nam ca sĩ đột phát của năm"

## Đánh giá nhân vật
Trong thực tế Hoàng Lễ Cách là người có ý chí mạnh mẽ, so với Mạch Đinh thì có phần bình tĩnh và tự tin hơn nhiều. (腾讯娱乐 bình luận)
Trên người Hoàng Lễ Cách không có sự tự ti của Mạch Đinh, sự tự tin của anh ấy khiến anh ấy có khả năng ngốc manh giống như Mạch Đinh mang lại cho những người xung quanh năng lượng tích cực, cũng giúp anh ấy diễn thành công nhân vật Mạch Đinh này. (新浪娱乐 bình luận)